# Baccharis

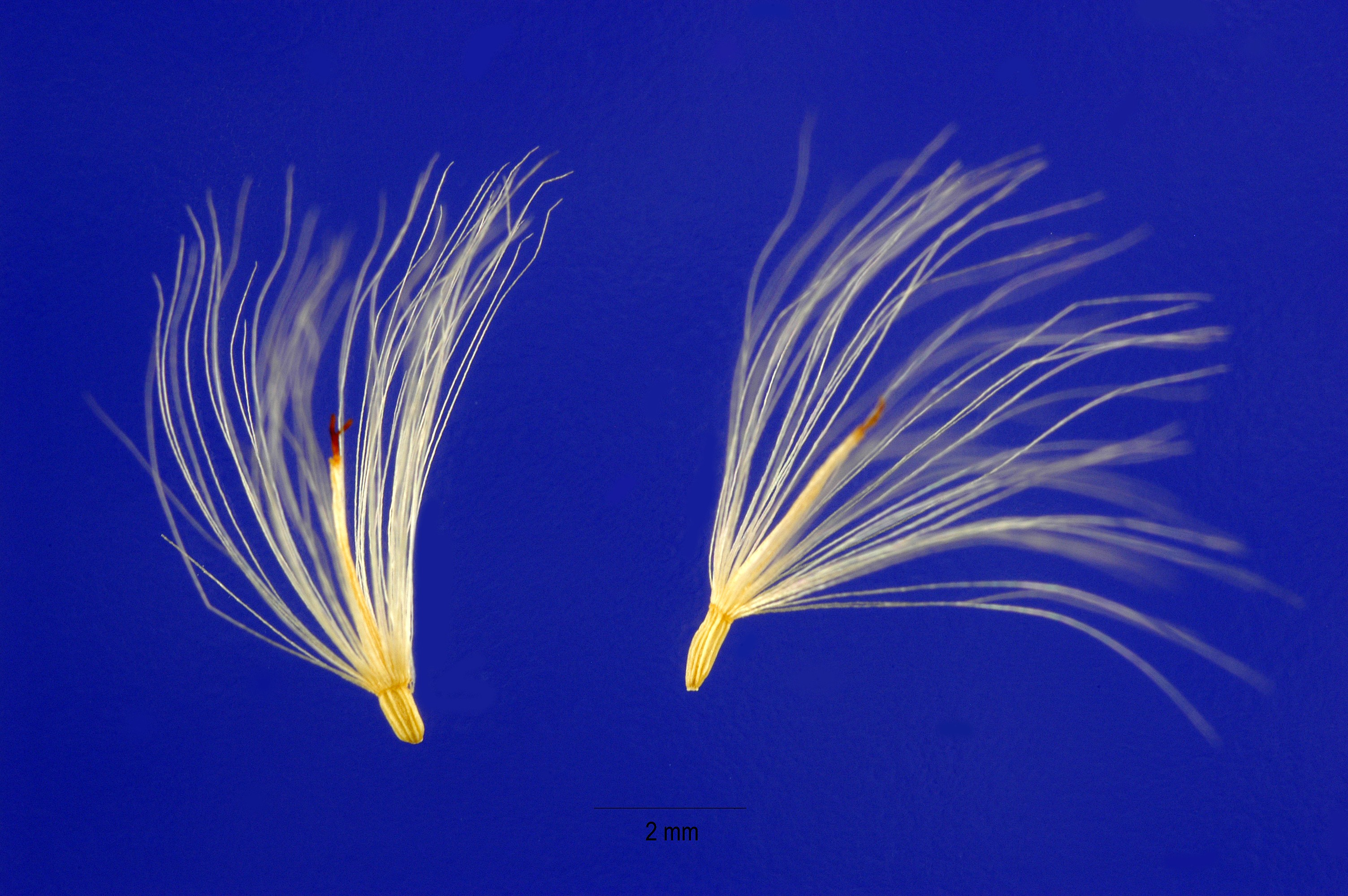
Baccharis halimifolia : Cipselas.

Baccharis L. es un género de plantas perennes y arbustivas de la familia de las asteráceas. Hay unas 400 taxones aceptados de los casi 1300 descritos originarios de América y Sur de China. Sus especies son llamadas romerillos, carquejas o chilcas.

## Descripción
Son arbustitos/matas o árboles perennes, que miden de 1 hasta 6 m de altura. Generalmente son glabros y a menudo resinosos. Ramas erectas o ascendentes, raramente postradas. Las hojas son caulinares, ocasionalmente escasas o ausentes en la floración, lanceoladas, ovaladas oblongas o romboidales y de borde entero o serrados. Los capítulos, generalmente en panículas o corimbos, son unisexuales con involucros pequeños que no llegan al cm. Sus brácteas van de 20 hasta el doble en 2-5 filas y son usualmente de color verde, pero también rojo o púrpura. Tienen un nervio o carena y márgenes coroidos o ciliados, y generalmente glabros. El receptáculo puede tener formas diversas, desde llano hasta cónico y glabro hasta tomentoso. Las flores son todas floculadas.
Hay 10-50 flores estaminadas mascúlinas, pentalobuladas, con corolas blancas a amarillentas; las pistiladas femeninas llegan a 150, de corolas blancas y con cipselas pardas, ovoidas/cilíndricas, más o menos comprimidas, glabras o hispidas con vilano persistente o caduco de 20-50 escamas alargadas y finamente denticuladas en 1-3 filas.

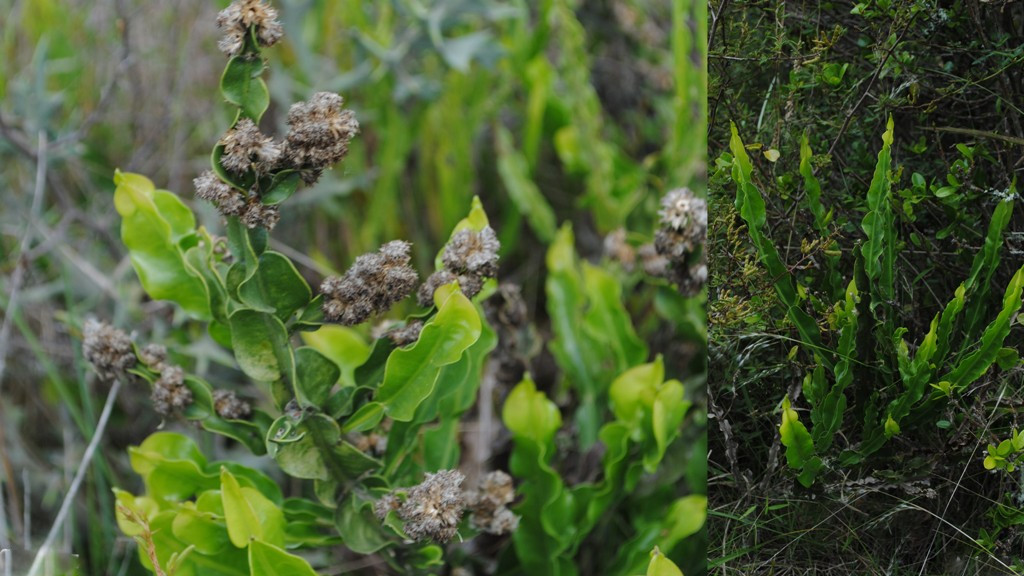
Detalle de hojas de Baccharis jocheniana.

Las especies de Baccharis son plantas comidas por las larvas de algunos lepidópteros incluyendo a Phymatopus californicus, Phymatopus hectoides, Bucculatrix las mineras de hojas: B. dominatrix y B. seperabilis comen exclusivamente de Baccharis pilularis. B. ivella come B. halimifolia. B. variabilis son spp. polífaga que se registran en Baccharis. Los Coleophora C. linosyridella y C. viscidiflorella son especies polífagas que se ven en Baccharis pilularis. Schinia ocularis come exclusivamente de B. sarothroides.
Algunas especies son interesantes para cultivo, su densidad y estructura general flexible es muy buena cortina rompeviento. Otras, particularmente B. halimifolia, se hace maleza en áreas donde fue introducidas como en Australia o España.

## Taxonomía
El género fue descrito por Carlos Linneo y publicado en Species Plantarum  2: 860. 1753.
Etimología
Baccharis: nombre genérico que proviene del griego Bakkaris dado en honor de Baco, dios del vino, para una planta con una raíz fragante y reciclado por Linnaeus.
Sinónimos
- Arrhenachne Cass.
- Baccharidiopsis G.M.Barroso
- Neomolina  F.H.Hellwig
- Polypappus Less.
- Sergilus Gaertn.
- Achyrobaccharis Sch.Bip. ex Sch.Bip.
- Brephocton Raf.
- Tursenia Cass.
- Stephananthus Lehm.
- Neomolina F.H.Hellw.
- Heterothalamulopsis Deble, A.S.Oliveira & Marchiori
- Molina Ruiz & Pav.
- Gochnatia glutinosa Klatt
- Baccharidastrum Cabrera
- Conyza panamensis Willd.
- Achyrobaccharis Sch.Bip. ex Walp.
- Palenia Phil.
- Pingraea Cass.
- Heterothalamulopsis Deble[6]

## Algunas especies
- Baccharis aliena (romerillo)
- Baccharis angustifolia
- Baccharis articulata (carqueja)
- Baccharis bogotensis Kunth
- Baccharis boyancensis Cuatr.
- Baccharis conferta
- Baccharis concava
- Baccharis coridifolia (mio-mío)
- Baccharis dracunculifolia
- Baccharis emoryi
- Baccharis erosoricola
- Baccharis genistelloides (carqueja, carquesa o carquesia del Perú)[7]
- Baccharis grisebacchi.
- Baccharis halimifolia
- Baccharis latifolia (chilca)
- Baccharis lehmannii
- Baccharis linearis (romerillo chileno)
- Baccharis macrantha Kunth (chilco)
- Baccharis multiflora (limpia-tunas de México)[7]
- Baccharis mutisiana
- Baccharis pilularis (arbusto coyote)
- Baccharis polifolia (chilca mamil)
- Baccharis prostrata (hirwa kowa)
- Baccharis rhomboidalis
- Baccharis sagittalis
- Baccharis salicifolia
- Baccharis sarothroides
- Baccharis scandens (chilca del Perú)[7]
- Baccharis sergiloides (baccharis del desierto)
- Baccharis sphaerocephala
- Baccharis spicata (chilca blanca)
- Baccharis trimera

Lista completa de los taxones descritos y sinónimos.